# Дрозд, Дмитрий Михайлович
Дмитрий Михайлович Дрозд (бел. Дзмітрый (Зміцер) Міхайлавіч Дрозд; род. 26 марта 1973, д. Дрозды, Минского р-на, Минской обл., ныне в составе Минска) — белорусский историк, архивист, публицист, поэт.

## Биография
Родился 26 марта 1973 г. в д. Дрозды, где с конца XIX в. жили его предки. Значительная часть предков и их родственников пострадала во время сталинских репрессий.
В 1992 г. окончил Минский технологический техникум по специальности «Фототехника», в 2005 г. – исторический факультет БГУ по специальности «Музейное дело и охрана историко-культурного наследия».
Во время избирательной кампании 2010 года был участником инициативной группы Андрея Санникова.
В 2010 году вышла его работа «Землевладельцы Минской губернии 1861–1900». В 2013 вышло продолжение «Землевладельцы Минской губернии 1900–1917».
В августе 2016 создал Практическую школу поиска репрессированных.
В 2016 году стал лауреатом Национальной правозащитной премии в номинации «Журналист года».
В 2017 году стал лауреатом премии им. Франтишка Олехновича за книгу «Бунт Ботаников».
Автор ряда публикаций для изданий «Наша Нива», «Белорусский документационный центр», «Хартия 97», «Культура».

## Арест и заключение
За участие в акции протеста против результатов президентских выборов был осужден и отбыл 10 суток административного ареста. После освобождения вновь арестован. 1 февраля 2011 года был взят под стражу на 3 суток как подозреваемый по ч. 2 ст. 293 Уголовного кодекса РБ. Содержался в СИЗО № 1 г. Минска на ул. Володарского.
5 мая 2011 года судом Октябрьского района Минска (судья – Алла Булаш) Дрозд был осуждён на 3 года тюрьмы. Вместе с ним разные сроки по уголовному делу о «массовых беспорядках» (Площадь 2010) были осуждены Павел Виноградов, Алесь Киркевич, Александр Протасеня и Владимир Хомиченко. Всех их признали виновными по ч. 2 ст. 293 (участие в массовых беспорядках). 23 мая 2011 года в «Чёрный список ЕС» были внесены Алла Булаш и Александр Боровский, государственный обвинитель на процессе.
Срок отбывал в колонии Бобруйска.
Освобожден 11 августа 2011 г. после помилования главой государства.
Позже данные события были отражены в его автобиографической книге «Бунт Ботаников».

### Книги
- «Евангелие Дмитрия», [книга стихов], 100 экз. 1995.
- Землевладельцы Минской губернии, 1861―1900 : справочник / Дмитрий Дрозд. — Минск : Медисонт, 2010. — 671 с. 300 экз. 2-е изд., исправленное и дополненное (полные именной и географический указатели). Медисонт, 2012.— 709 с. 100 экз.
- Землевладельцы Минской губернии, 1900—1917 : справочник / Дмитрий Дрозд. — Минск : Медисонт, 2013. — 692 с. 500 экз.
- Падымныя рэестры Менскага ваяводства. Менскі павет, 1775 Reјestry podymnego województwa mińskiego. Powiat miński, 1775 / укладальнік Дзм. Дрозд; [аўтар уступнага артыкула, нав. рэд. Д. В. Лісейчыкаў; рэдактар польскага тэксту Г. Дадас]. — Мінск : Медысонт, 2014. — 197 с. 50 экз.
- Заречье. Веды воды: [книга стихов и фотографий] / Дмитрий Дрозд; Минск : Медисонт, 2016. 274 стр. цв. фот. 14х21 см. 9 экз.
- Бунт Ботаников / Дмитрий Дрозд. — Вильнюс : Белорусский документационный центр, 2017. 50 экз. Электронная книга. 474 с.: цв. и ч/б ил.
- Бунт Батанікаў : дзённік / Зміцер Дрозд. — Мінск, 2017. — 258 с. : іл. — (Серыя «Беларуская турэмная літаратура» ; вып. 1). Мінск. 2017. Наклад 500 ас.
- Место расстрела: Орша / Автор и сост. Дм. Дрозд. — Вильнюс : Белорусский документационный центр, 2018. Электронная книга. 474 с. : цв. ил., табл. Vilnius.
- Таямніцы Дуніна-Марцінкевіча / Зміцер Дрозд. — Вільнюс : Беларускі дакументацыйны цэнтр, 2018. 572 с. : каляровыя [8] і ч/б [16] іл.
- Осведомительной сетью выявлены. 2-я танковая бригада в Западной Беларуси по спецсообщениям особого отдела НКВД. Сборник документов и материалов. Серия: Архивы КГБ / Автор-составитель, редактор, комментарии, дополнительные материалы — Дрозд Дмитрий. Вильнюс: Белорусский документационный центр, 2020. 204 с.
- Минский тюремный замок. Книга 1. Побеги. / Дмитрий Дрозд. – Минск : Р. М. Цимберов, 2023. – 568 с.

### Антологии
- Голас волi з-за кратаў. Анталогiя твораў беларускiх палiтзняволеных / Складальнiк, рэдактар А.I. Фядута. – Вiльня: ЕГУ, 2013. 992 с.